# Dracotettix plutonius
Dracotettix plutonius is een rechtvleugelig insect uit de familie Romaleidae. De wetenschappelijke naam van deze soort is voor het eerst geldig gepubliceerd in 1893 door Bruner.